# Масатлан (футбольний клуб)
Масатлан (ісп. Mazatlán Futbol Club) — мексиканський футбольний клуб з міста Масатлан у штаті Сіналоа. Клуб був створений у червні 2020 року, після того, як команда «Монаркас» (Морелія) була переведена до Масатлана.

## Історія
У 2017 році уряд штату Сіналоа вирішив побудувати новий футбольний стадіон у місті Масатлан у рамках проєкту, який мав на меті будівництво та покращення кількох спортивних об'єктів у штаті. Однією з цілей цього проєкту було створення професійної футбольної команди, яка б грала в Масатлані. У 2020 році ці роботи були прискорені, щоб стадіон був завершений до 30 червня та до початку сезону 2020—2021 років, з метою пошуку професійної команди для переїзду на новозбудований стадіон. Стадіон отримав тимчасову назву «Естадіо де Масатлан», і повідомлено, що його вартість становила 1,452 мільярда песо.
Уряд Сіналоа разом із групою бізнесменів із Масатлану лобіювали кілька команд мексиканської Прімери щодо переїзду до міста. Ходили чутки про 3 франшизи як потенційних кандидатів на переїзд до Масатлана на сезон 2020—2021 років: «Монаркас» (Морелія), «Пуебла» та «Керетаро». 2 червня 2020 року було офіційно повідомлено, що «Монаркас Морелія» переїздить до Масатлана, і що команда буде перейменована на «Масатлан» як повністю окремий футбольний клуб. 8 червня 2020 року «Масатлан» представив свій герб і кольори. Кольорами команди стали фіолетовий, чорний і білий.
11 червня 2020 року клуб представив Франсіско Паленсію як головного тренера на сезон 2020—2021 років. 27 липня 2020 року «Масатлан» зіграв свій перший офіційний матч, у якому зазнав поразки від клубу «Пуебла» з рахунком 1–4, перший офіційний гол клубу забив Сесар Уерта.